# Alleanza Destra Unita
L'Alleanza Destra Unita (in romeno Alianța Dreapta Unită, ADU) è stata una coalizione elettorale di centro-destra formata da Unione Salvate la Romania, Partito del Movimento Popolare e Forza della Destra, fondata per partecipare alle elezioni europee del 2024 in Romania.

## Storia
Il 14 dicembre 2023 i tre partiti hanno annunciato ufficialmente la formazione di un'alleanza elettorale. Il successivo 18 dicembre la coalizione ha preso il nome di Alleanza Destra Unita.
ADU si presentava in contrapposizione all'alleanza formata da Partito Social Democratico e Partito Nazionale Liberale, che nel 2021 avevano costituito un governo di larghe intese.
Nel gennaio 2024 ADU ha presentato i candidati e un programma basato su dodici punti per le elezioni europee del 9 giugno. La coalizione ha presentato candidature anche alle concomitanti elezioni locali.
La coalizione ha conseguito risultati sotto le aspettative tanto alle elezioni locali quanto alle elezioni europee, con appena tre europarlamentari eletti (Dan Barna e Vlad Voiculescu per l'USR e Eugen Tomac per il PMP), che hanno spinto il presidente dell'USR Cătălin Drulă alle dimissioni.
Il nuovo leader dell'USR Elena Lasconi non ha appoggiato la continuazione dell'alleanza. Di conseguenza il 6 settembre 2024 l'USR ha comunicato di aver ritenuto "irragionevoli" le richieste di PMP e FD per proseguire la collaborazione e che avrebbe concorso individualmente alle elezioni parlamentari, segnando de facto il disfacimento della coalizione.

## Risultati elettorali
| Elezione     | Elezione     | Voti    | %    | Seggi  |
| ------------ | ------------ | ------- | ---- | ------ |
| Europee 2024 | Europee 2024 | 778.901 | 8,71 | 3 / 33 |